# ژاوی بونیکت
ژاوی بونیکت (انگلیسی: Xavi Boniquet؛ زادهٔ ۲۹ مهٔ ۱۹۹۰) بازیکن فوتبال است.